# 김기용 (축구 선수)
김기용(한국 한자: 金基聳, 1990년 12월 7일 ~ )은 대한민국의 축구 선수이며 포지션은 골키퍼이다.

## 축구인 생활

### 선수 생활
2013년 고려대학교를 졸업하고 드래프트 6순위로 부산 아이파크에 입단하였다. 이범영과 이창근에 밀려 출전 기회를 못 잡다가, 이범영의 국가대표 차출과 이창근의 부상을 이유로 11월 17일 수원 삼성과의 경기에 선발로 출전해 데뷔전을 가졌고, 11월 24일 FC 서울과의 경기에 연이어 주전으로 출전하였다.
2017년 대전 시티즌으로 이적하였으나, 이후에도 이영창, 전수현에 밀려 출전 기회를 잡지 못하다가, 둘이 불안정한 모습을 보이면서 5월 21일 성남 FC전을 통해 처음 기용되었다.